# Silene zhoui
Silene zhoui är en nejlikväxtart som beskrevs av Cheng Yih Wu. Silene zhoui ingår i släktet glimmar, och familjen nejlikväxter. Inga underarter finns listade i Catalogue of Life.